# 丹宗立峰
丹宗 立峰（たんそう たつみね、1976年10月15日 - ）は、日本の俳優、声優、演出家。東京都出身。身長は174cm。血液型はO型。

## 人物
1981年にトミカのCMでデビュー）。劇団四季、音楽座を経て現在は劇団「陽なた」代表。
日本芸術専門学校 講師。

## 出演作品

### テレビアニメ
- パワーパフガールズ（男、ブリック、ピエロ）

### 劇場アニメ
- プリンセスと魔法のキス（ナヴィーン王子）

### ゲーム
- Kinect: ディズニーランド・アドベンチャーズ（ナヴィーン王子）

### 吹き替え
- あそぼう!イマジネーションムーバーズ（デイブ）
- アリー my Love

### 舞台
- 翼を下さい
- 泣かないで - 吉岡務 役
- ミスサイゴン
- レ・ミゼラブル - バベ 役
- わだつみのこえ
- Play a Life（2015年12月11日 - 14日、2025年5月16日）[2]
- おでかけ姫（2016年5月25日 - 29日）
- フットルース（2017年3月15日 - 20日）
- RANGER（2017年12月7日 - 10日）- 前田真治 役
- Award（2018年10月31日 - 11月4日）- オスカー・アンドリュース 役
- レ・ミゼラブル（2019年、2021年）- グランテール 役
- ミュージカル『メリー・ポピンズ』（2018年、2022年） - ヴォン・ハスラー 役[3]
  - 2018年3月18日 - 5月7日、東急シアターオーブ／5月19日 - 6月5日、梅田芸術劇場メインホール
  - 2022年3月31日 - 5月8日、東急シアターオーブ／5月20日 - 6月6日、梅田芸術劇場メインホール
- この世界の片隅に[4]
- ミュージカル『SPY×FAMILY』2025年公演（2025年9月 - 12月）[5]

## 演出作品

### 舞台（演出）
- オリーブ 心には花を、頭にはスクラップブックを
- ちっぽけなタイヨウ
- 八十五歳の女の子
- Footloose（Seiren Musical Project）